# Sings for the King
Sings for the King är ett album av den amerikanske countryartisten Glen Campbell, utgiven 2018. Albumet innehåller 18 tidigare opublicerade demoinspelningar som Campbell gjorde mellan 1964 och 1968 för Elvis Presley. De flesta av låtarna på albumet spelade Presley sedermera in, bland annat i samband med filmer såsom Clamebake och Spinout.
Inspelningarna hittades i ett förråd och har tidigare tillhört Ben Weisman, som skrev en rad låtar för Elvis, och som är en av upphovsmännen bakom låtarna på albumet. 
Den första låten på albumet är en duett av låten ”We Call On Him” mellan Elvis och Glen Campbell.

## Låtlista[1]
1. We Call On Him (Duett med Elvis Presley )
2. Easy Come, Easy Go
3. Any Old Time
4. Anyone Can Play
5. I Got Love
6. I’ll Never Know
7. All I Needed Was The Rain
8. How Can You Lose What You Never Had
9. Spinout
10. Magic Fire
11. I’ll Be Back
12. Love On The Rocks
13. Stay Away, Joe
14. Cross My Heart And Hope To Die
15. Clambake
16. There Is So Much World To See
17. Do The Clam
18. Restless